# Rossiulus strandi
Rossiulus strandi är en mångfotingart som beskrevs av Carl Graf Attems 1927. Rossiulus strandi ingår i släktet Rossiulus och familjen kejsardubbelfotingar. Inga underarter finns listade i Catalogue of Life.